# 金积镇
金积镇，是中华人民共和国宁夏回族自治区吴忠市利通区下辖的一个乡镇级行政单位。

## 行政区划
金积镇下辖以下地区：
西街社区、东街社区、西门村、北门村、东门村、关渠村、黎花村、马家桥村、芦沟闸村、河渠拜村、丁家湾子村、塔湾村、大庙桥村、秦坝关村、大院子村、露天洼子村、郝渠村、油粮桥村和田桥村。